# Brenscheid (Breckerfeld)

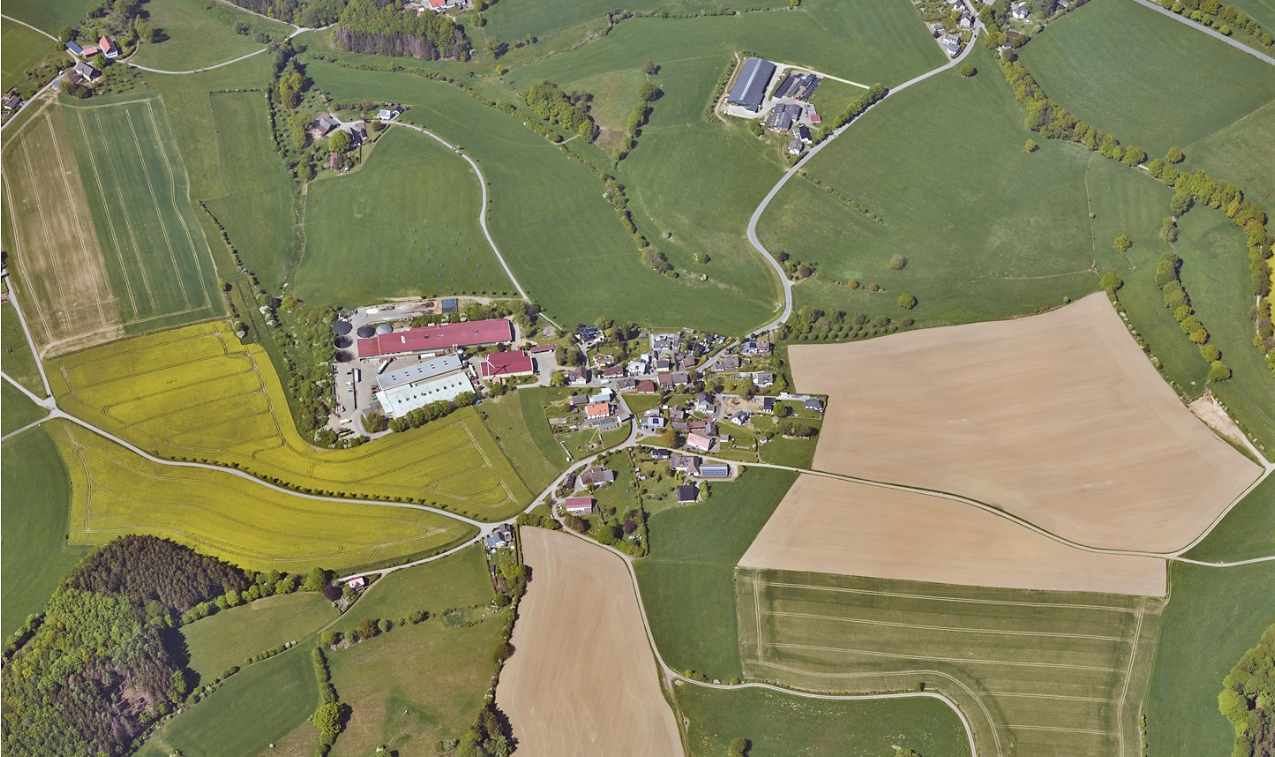
Brenscheid bei Breckerfeld

Brenscheid  ist eine Breckerfelder Ortschaft etwa vier Kilometer nordwestlich vom Stadtkern im Ennepe-Ruhr-Kreis in Nordrhein-Westfalen.

## Lage und Beschreibung
Der Ort besitzt 27 Häuser und 82 Einwohner. Das Dorf liegt in ländlicher Umgebung. Zu erreichen ist es über die Landesstraße 701 zwischen Ennepetal und Breckerfeld, Abzweig Delle. Über gut ausgebaute Wanderwege, wie der Trasse der ehemaligen Kleinbahn Haspe–Voerde–Breckerfeld, ist es in das regionale Wanderwegenetz eingebunden.

## Geschichte und Kultur
Eine kulturhistorische Besonderheit des Dorfes stellen gleich mehrere so genannte Doppelhöfe dar: Ein Bauernhaus hat zwei Eingänge, die auf den gegenüberliegenden Längsseiten liegen. Auch innen ist das Haus über beide Etagen komplett getrennt, sodass in ihm zwei Bauern zwei voneinander getrennte Höfe bewirtschaften. Inzwischen wird jedoch keiner der alten Bauernhöfe noch ausschließlich landwirtschaftlich genutzt.
Brenscheid gehörte ehemals in der eigenen Bauerschaft (Brenschede Baurschaft) im Amt Altena und Kirchspiel Breckerfeld zur Grafschaft Mark. Die historische Bedeutung Brenscheids als Bauerndorf zeigt sich u. a. in einer Steuerliste von 1704, in der Brenscheid neben Ebbinghausen, Berghausen, Bühren und Neuenloh als eine der fünf Ortschaften geführt wird, in die die Bauerschaften Breckerfelds eingeteilt waren. Bis heute treten die Bauerschaften beim alljährlichen Bauernvogelschießen entsprechend dieser Einteilung an.
Im Jahre 1705 waren die drei Güter Obernbrensched, Da midden zu Brenscheder und Niedern Brensched mit Abgaben an die Rentei Altena im Kataster verzeichnet. Ein Hof in Brenscheid gehörte zur St. Nikolaus Vikarie in Breckerfeld und brachte im Jahre 1740 dem Vikar 16 Thlr. 20 Stüber an Pacht ein. Später wurde die Pacht ab 1805 dem Rektor überwiesen. Am 20. Juli 1837 wurde der Hof für 4085 Taler verkauft.
Eine Karte des Kirchspiels Breckerfeld von 1818 zeigt, dass der Bauerschaft Brenscheid die heutigen Ortschaften und Höfe Brauck, Peyinghausen, Krallenheide, Lorenzheide, Finkenberg, Haschenschlage, Eicken, Dörnen und Siepen zugeordnet waren.
Im Tal des Schwarzenbruch Baches, hinter Finkenberg, liegt die gut erhaltene und denkmalgeschützte Finkenberger Mühle. Die Wassermühle wurde 1861 in Betrieb genommen und beeindruckt mit ihrem alten oberschlächtigen Wasserrad, das einen Durchmesser von 5,60 Metern hat. Als sie 1964 geschlossen wurde, war sie die letzte ihrer Art in der Umgebung.

## Wirtschaft
In Brenscheid hat die Baumeister Frischei GmbH & Co. KG ihren Sitz. Mit über 120.000 Legehennen und 86 Mitarbeitern ist sie einer der größten Eierproduzenten im Bereich des Ruhrgebietes.